# Gynoplistia hiemalis
Gynoplistia hiemalis là một loài ruồi trong họ Limoniidae. Chúng phân bố ở miền Australasia.